# Alvin og de frække jordegern
Alvin og de frække jordegern (en: Alvin and the Chipmunks) er en familiekomediefilm fra 2007, der er en blanding af realfilm og animationsfilm .

## Handling
Historien begynder på en bakke som ligger i en skov, hvor træet som jordegerne Alvin, Simon og Theodore bor i, bliver fældet og kørt til Los Angeles for at blive juletræ. i Los Angeles møder de frække jordegern den håbefulde sangskriver Dave Seville, som lige har fået sin seneste sang afvist af Jett Records producer Ian Hawke, som var Daves værelsekammerat på college. Dave var engang kæreste med sin nabo, Claire Wilson. Hun slog op med ham, fordi hun følte, at han havde for travlt, var uansvarlig, og at han ikke havde tid til hende. 
Efter at ende ved Daves interview, hopper de frække jordegern ned i hans kurv og følger med ham hjem. Og derhjemme opdager Dave de frække jordegern, som ved et uheld slår ham bevidstløs, og da han vågner, smider han dem ud, indtil han hører dem synge "Only You (And You Alone)". Dave laver en aftale med dem, de synger de sange, han skriver, og til gengæld giver han dem mad og husly.

## Rolleliste
- Jason Lee som David Seville
- David Cross som Ian Hawke
- Cameron Richardson som Claire Wilson
- Jane Lynch som Gail

### Amerikanske stemmer
- Justin Long som Alvin
- Matthew Gray Gubler som Simon
- Jesse McCartney som Theodore

### Danske stemmer
- Mads Knarreborg som David Seville
- Søren Ulrichs som Ian Hawke
- Karoline Munksnæs som Claire Wilson
- Jens Andersen som Alvin
- Jens Jacob Tychsen som Simon
- Peter Secher Schmidt som Theodore

#### Øvrige
- Louise Engell
- Puk Scharbau
- Nanna Bøttcher
- Tammi Øst
- Lars Thiesgaard
- Kasper Leisner
- Mathias Klenske